# أوتوت أديانتو
أوتوت أديانتو Utut Adianto Wahyuwidayat لاعب شطرنج إندونيسي يحمل لقب أستاذ كبير. 
- ولد في 16 مارس 1965 في جاكرتا أندونيسيا.
- يعتبر أعلى لاعب إندونيسي في التصنيف حيث بلغ 2548 نقطة.
- تعلم الشطرنج في سن السادسة.
- فاز ببطولة جاكرتا للصغار تحت 12 سنة.
- فاز ببطولة إندونيسيا للشطرنج عام 1982.
- حصل على لقب أستاذ كبير عام 1986، ليكون أصغر إندونيسي يحمله في سن 21. حتى جاء سوسانتو ميجارانتو ليحمل اللقب في سن 17.
- حافظ على تصنيف أعلى من 2600 نقطة بين عامي 1995 و1999.
- تولى منصب رئيس الاتحاد الإندونيسي للشطرنج.

## روابط خارجية
- أوتوت أديانتو على موقع الاتحاد الدولي للشطرنج (الإنجليزية)
- أوتوت أديانتو على موقع مباريات الشطرنج (الإنجليزية)
- أوتوت أديانتو على موقع 365Chess.com (الإنجليزية)
- أوتوت أديانتو على موقع Chesstempo.com (الإنجليزية)
- أوتوت أديانتو سجل أولمبياد الشطرنج على موقع OlimpBase.org (الإنجليزية)